# الانتخابات التشريعية المغربية 2007

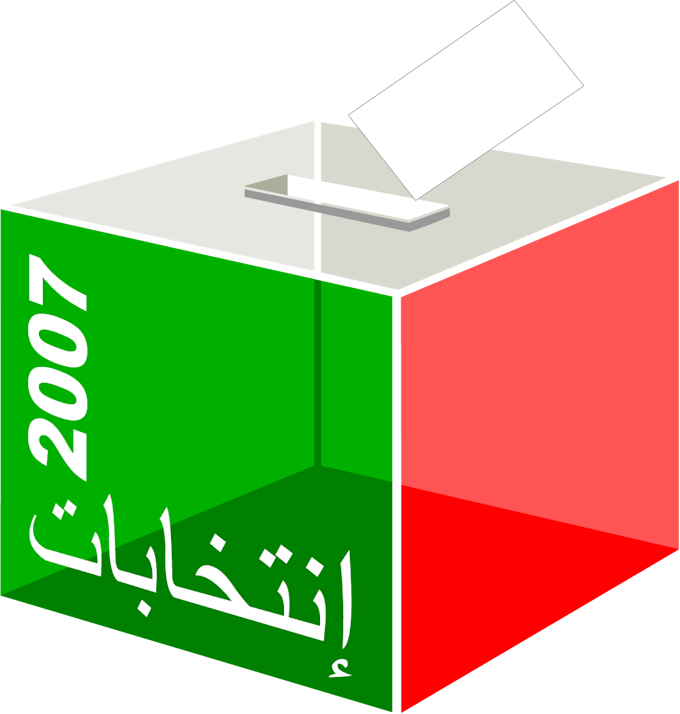
الانتخابات البرلمانية 2007

اُجريت الانتخابات البرلمانية في المغرب يوم 7 أيلول / سبتمبر 2007،  وتُعد الثانية في عهد الملك محمد السادس. يقدر عدد الناخبين الذين أدلوا بأصواتهم ب 37 ٪، وهي أدنى نسبة في التاريخ السياسي المغربي.
كان هناك 33 من الأحزاب المختلفة و13 مرشحا من المستقلين يتنافسون على 325 مقاعدا برلمانيا. مبلغ قدره 61 مليون دولار هو الذي خصصته الحكومة المغربية لتنظيم انتخابات عام 2007. قبل هذه الانتخابات ازداد عدد الدوائر الانتخابية من 91 إلى 95 دائرة. وقد ادخل وزير الداخلية شكيب بنموسى هذه التعديلات «وفقا للموضوعية والشفافية» رغم المطالب بالتأجيل، وكانت هناك اتهامات بالغش قصد منع حزب العدالة والتنمية الإسلامي من الفوز.
تعقيد نظام التصويت بالمملكة المغربية يجعل تقريبا من المستحيل على أي فريق الفوز بالأغلبية الساحقة، ومهما تكن النتيجة، فالسلطة الحقيقية تظل بيد الملك، الذي هو الرئيس التنفيذي للدولة، والقائد العسكري والزعيم الديني.
أصبحت ماغوي كاكون من حزب الوسط الاجتماعي أول امرأة يهودية ترشحت في الانتخابات للبرلمان. تم رصد هذه الانتخابات ولأول مرة في تاريخ السياسي في المغرب، من طرف ملاحظين أجانب بما فيهم المعهد الديمقراطي الوطني للشؤون الدولية من الولايات المتحدة الأمريكية و42 آخرين.
سوى 37 ٪ ممن يحق لهم التصويت هم الذين ادلوا بأصواتهم في الانتخابات، حيث تُعد ادنى نسبة في تاريخ الانتخابات الوطنية المغربية. الاتحاد الاشتراكي للقوات الشعبية، وهو أكبر حزب في الحكومة المنتهية ولايتها فقدت ما يقرب من ربع مقاعده، وتم تعويضه من قبل الناخبين بشريكه في التحالف حزب الاستقلال. الرابحون الرئيسيون في هذه الانتخابات هم الحزبين الليبراليين الحركة الشعبية والاتحاد الدستوري المواليين للحكومة. حققت المعارضة الإسلامية لحزب العدالة والتنمية زيادة متواضعه في عدد النواب كذلك فعل حزب التقدم والاشتراكية اليساري الموالي للحكومة.
وعقب نتائج الانتخابات كان من المنتظر أن ينسحب الاتحاد الاشتراكي للقوات الشعبية من الائتلاف الحاكم. أصبح السيد عباس الفاسي زعيم حزب الاستقلال بعد ظهر يوم 19 ايلول / سبتمبر 2007 وزيرا أولا للمملكة المغربية.

## النتائج النهائية
النتائج النهائية لاقتراع سابع شتنبر الخاص بانتخاب أعضاء مجلس النواب برسم الدوائر الانتخابية المحلية والدائرة الوطنية:
| الأحزاب | الأصوات 2007                       | %                   | المقاعد 2007 | +/- عن 2002 |
| --- | ---------------------------------- | ------------------- | ------------ | ----------- |
| حزب الإستقلال (PI) * | 494,256                            | 10.7                | 52           | ▲4          |
| حزب العدالة و التنمية | 503,396                            | 10.9                | 46           | ▲4          |
| الحركة الشعبية * | 426,849                            | 9.3                 | 41           | ▲14         |
| التجمع الوطني للأحرار (RNI) * | 447,244                            | 9.7                 | 39           | ▼4          |
| حزب الاتحاد الاشتراكي للقوات الشعبية * | 408,945                            | 8.9                 | 38           | ▼12         |
| الاتحاد الدستوري | 335,116                            | 7.3                 | 27           | ▲11         |
| حزب التقدم والاشتراكية * | 248,103                            | 5.4                 | 17           | ▲6          |
| اتحاد PND مع حزب العهد × قائمة مشتركة × الحزب الوطني الديمقراطي (PND) × حزب العهد (Parti Al Ahd)                                                       | 253,816 139,688 56,176 57,952      | 5.5 3.0 1.2 1.3     | 14 8 3       | ▼3          |
| جبهة القوى الديمقراطية | 207,982                            | 4.5                 | 9            | ▼3          |
| الحركة الديمقراطية الاجتماعية | 168,960                            | 3.7                 | 9            | ▲2          |
| اتحاد PADS مع CNI و PSU × قائمة مشتركة × حزب المؤتمر الوطني الاتحادي (CNI) × حزب الطليعة الديمقراطية والاجتماعية (PADS) × الحزب الإشتراكي الموحد (PSU) | 148,011 98,202 25,695 3,761 20,353 | 3.2 2.1 0.6 0.1 0.4 | 6 5 1 —      | ▲5          |
| حزب العمل | 140,224                            | 3.0                 | 5            | ▲5          |
| حزب البيئة والتنمية (PED) | 131,524                            | 2.9                 | 5            | ▲3          |
| حزب التجديد والإنصاف (PRE) | 83,516                             | 1.8                 | 4            | ▲4          |
| الحزب الاشتراكي (PS) | 67,786                             | 1.5                 | 2            | ▲2          |
| الاتحاد المغربي للديمقراطية (UMD) | 76,795                             | 1.7                 | 2            | ▲2          |
| حزب القوات المواطنة (FC) | 31,207                             | 0.7                 | 1            | ▼1          |
| رابطة الحريات (ADL) | 34,801                             | 0.8                 | 1            | ▼3          |
| مبادرة المواطنة والتنمية | 50,278                             | 1.1                 | 1            | ▲1          |
| حزب النهضة والفضيلة | 36,781                             | 0.8                 | 1            | ▲1          |
| حزب الإصلاح والتنمية | 47,141                             | 1.0                 | 0            | ▼3          |
| الحزب المغربي الليبرالي | 46,526                             | 1.0                 | 0            | ▼3          |
| الحزب الديمقراطي و الاستقلال | 31,105                             | 0.7                 | 0            | ▼2          |
| حزب العمل (Parti de l'Action) | 24,384                             | 0.5                 | 0            | ±0          |
| حزب الوسط الاجتماعي (PCS) | 22,826                             | 0.5                 | 0            | ±0          |
| حزب الأمل (PE) | 16,376                             | 0.4                 | 0            | ±0          |
| حزب البديل الحضاري (Party of al-Badil al-Hadari) | 15,600                             | 0.3                 | 0            | ±0          |
| الحزب الديموقراطي الاشتراكي | 10,973                             | 0.2                 | 0            | ▼6          |
| حزب النهضة (PR) | 10,156                             | 0.2                 | 0            | ±0          |
| حزب الحرية و العدالة الاجتماعية (PLJS) | 5,452                              | 0.1                 | 0            | ±0          |
| آخرون |                                    | 1.7                 | 5            | ▲5          |
| المجموع (نسبة المشاركة 37%) |                                    |                     | 325          |             |
| المصدر: MAP |                                    |                     |              |             |
| * أعضاء من التحالف الحكومي المنتهية ولايته. |                                    |                     |              |             |